# Aydın Büyükşehir Belediye Spor Kulübü 2021-2022
Questa voce raccoglie le informazioni riguardanti l'Aydın Büyükşehir Belediye Spor Kulübü nelle competizioni ufficiali della stagione 2021-2022.

## Stagione
L'Aydın Büyükşehir Belediye Spor Kulübü non utilizza alcuna denominazione sponsorizzata nella stagione 2021-22.
Partecipa per la quarta volta alla Sultanlar Ligi, ottenendo un settimo posto al termine della regular season, qualificandosi per i play-off per il quinto posto: sconfitto in semifinale dal PTT, vince poi la finale per il settimo posto contro il Kuzeyboru. In Coppa di Turchia raggiunge invece i quarti di finale, dove viene eliminato dal Fenerbahçe.
In ambito internazionale, grazie alla vittoria della BVA Cup, è impegnato in Challenge Cup, dove si spinge fino alle semifinali, eliminato dalla Savino Del Bene

## Organigramma societario
Area direttiva
- Presidente: Polat Bora Mersin

Area tecnica
- Allenatore: Alper Hamurcu
- Allenatore in seconda: Canberk Tekmen
- Assistente allenatore: Emirhan Özkan
- Scoutman: Onur Işçi

## Rosa
| N° | Nome             | Ruolo | Data di nascita   | Nazionalità sportiva |
| -- | ---------------- | ----- | ----------------- | -------------------- |
| 1  | Melis Yılmaz     | L     | 28 giugno 1997    | Turchia              |
| 2  | Merve Öztürk     | S     | 4 maggio 2000     | Turchia              |
| 3  | Gréta Szakmáry   | S     | 31 dicembre 1991  | Ungheria             |
| 4  | Berra Eren       | C     | 20 settembre 2001 | Turchia              |
| 5  | Ergül Avcı       | C     | 24 luglio 1987    | Turchia              |
| 7  | Emine Arıcı      | C     | 17 gennaio 1997   | Turchia              |
| 8  | Eylül Akarçeşme  | L     | 1º ottobre 1999   | Turchia              |
| 10 | Güldeniz Önal    | S     | 25 marzo 1986     | Turchia              |
| 11 | Aslıhan Kılıç    | P     | 21 aprile 1998    | Turchia              |
| 14 | Anna Stevenson   | C     | 8 luglio 1999     | Stati Uniti          |
| 16 | Anna Nicoletti   | O     | 3 gennaio 1996    | Italia               |
| 17 | Ezgi Dağdelenler | S     | 3 novembre 1993   | Turchia              |
| 18 | Duygu Düzceler   | P     | 6 aprile 1990     | Turchia              |
| 20 | Pelin Özkılıçcı  | O     | 9 aprile 1999     | Turchia              |

## Statistiche

### Statistiche di squadra
| Competizione     | Punti | In casa | In casa | In casa | In trasferta | In trasferta | In trasferta | Totale | Totale | Totale |
| Competizione     | Punti | G       | V       | P       | G            | V            | P            | G      | V      | P      |
| ---------------- | ----- | ------- | ------- | ------- | ------------ | ------------ | ------------ | ------ | ------ | ------ |
| Sultanlar Ligi   | 37    | 16      | 8       | 8       | 15           | 6            | 9            | 31     | 14     | 17     |
| Coppa di Turchia | 6     | 0       | 0       | 0       | 1            | 0            | 1            | 4      | 2      | 2      |
| Challenge Cup    | -     | 5       | 4       | 1       | 5            | 4            | 1            | 10     | 8      | 2      |
| Totale           | -     | 21      | 12      | 9       | 21           | 10           | 11           | 45     | 24     | 21     |

G = partite giocate; V = partite vinte; P = partite perse

### Statistiche dei giocatori
| Giocatore      | Campionato | Campionato | Campionato | Campionato | Campionato | Coppa di Turchia | Coppa di Turchia | Coppa di Turchia | Coppa di Turchia | Coppa di Turchia | Challenge Cup | Challenge Cup | Challenge Cup | Challenge Cup | Challenge Cup | Totale | Totale | Totale | Totale | Totale |
| Giocatore      | P          | PT         | AV         | MV         | BV         | P                | PT               | AV               | MV               | BV               | P             | PT            | AV            | MV            | BV            | P      | PT     | AV     | MV     | BV     |
| -------------- | ---------- | ---------- | ---------- | ---------- | ---------- | ---------------- | ---------------- | ---------------- | ---------------- | ---------------- | ------------- | ------------- | ------------- | ------------- | ------------- | ------ | ------ | ------ | ------ | ------ |
| E. Akarçeşme   | 31         | 1          | 1          | 0          | 0          | 3                | 0                | 0                | 0                | 0                | 10            | 1             | 1             | 0             | 0             | 44     | 2      | 2      | 0      | 0      |
| E. Arıcı       | 27         | 182        | 114        | 45         | 24         | 4                | 24               | 9                | 14               | 1                | 10            | 67            | 40            | 14            | 13            | 41     | 273    | 163    | 73     | 38     |
| E. Avcı        | 27         | 187        | 127        | 44         | 16         | 3                | 22               | 19               | 3                | 0                | 8             | 69            | 49            | 12            | 8             | 38     | 278    | 195    | 59     | 24     |
| E. Dağdelenler | 28         | 246        | 219        | 16         | 12         | 4                | 39               | 33               | 3                | 3                | 6             | 43            | 36            | 1             | 6             | 38     | 328    | 288    | 20     | 21     |
| D. Düzceler    | 22         | 16         | 2          | 3          | 11         | 2                | 0                | 0                | 0                | 0                | 10            | 10            | 3             | 1             | 6             | 34     | 26     | 5      | 4      | 17     |
| B. Eren        | 17         | 34         | 14         | 11         | 9          | 3                | 4                | 2                | 1                | 1                | 5             | 24            | 11            | 8             | 5             | 25     | 62     | 27     | 20     | 15     |
| A. Kılıç       | 30         | 59         | 9          | 14         | 36         | 4                | 6                | 0                | 1                | 5                | 9             | 10            | 3             | 2             | 5             | 43     | 75     | 12     | 17     | 46     |
| A. Nicoletti   | 17         | 274        | 234        | 24         | 17         | 4                | 77               | 71               | 5                | 1                | 7             | 98            | 82            | 11            | 5             | 28     | 449    | 387    | 40     | 23     |
| G. Önal        | 30         | 182        | 149        | 17         | 16         | 4                | 15               | 13               | 1                | 1                | 9             | 52            | 45            | 2             | 5             | 43     | 249    | 207    | 20     | 22     |
| P. Özkılıçcı   | 20         | 26         | 21         | 3          | 2          | 4                | 3                | 1                | 1                | 1                | 7             | 21            | 18            | 2             | 1             | 31     | 50     | 40     | 6      | 4      |
| M. Öztürk      | 19         | 39         | 34         | 4          | 1          | 3                | 0                | 0                | 0                | 0                | 5             | 47            | 38            | 1             | 8             | 27     | 86     | 72     | 5      | 9      |
| A. Stevenson   | 16         | 156        | 109        | 33         | 14         | 1                | 3                | 2                | 1                | 0                | 4             | 31            | 19            | 11            | 1             | 21     | 190    | 130    | 45     | 15     |
| G. Szakmáry    | 30         | 466        | 390        | 51         | 25         | 3                | 40               | 32               | 7                | 1                | 9             | 153           | 136           | 14            | 3             | 42     | 659    | 558    | 72     | 29     |
| M. Yılmaz      | 31         | 0          | 0          | 0          | 0          | 3                | 0                | 0                | 0                | 0                | 8             | 1             | 1             | 0             | 0             | 42     | 1      | 1      | 0      | 0      |

P = presenze; PT = punti totali; AV = attacchi vincenti; MV = muri vincenti; BV = battute vincenti